# Despoina superba
Despoina superba är en insektsart som beskrevs av Brunner von Wattenwyl 1895. Despoina superba ingår i släktet Despoina och familjen vårtbitare. Inga underarter finns listade i Catalogue of Life.